# Clypeolontha laosensis
Clypeolontha laosensis är en skalbaggsart som beskrevs av Li och Yang 1999. Clypeolontha laosensis ingår i släktet Clypeolontha och familjen Melolonthidae. Inga underarter finns listade i Catalogue of Life.